# Jean Marc Gaspard Itard
Jean Marc Gaspard Itard (24 aprile 1774 – 5 luglio 1838) è stato un medico, pedagogista e educatore francese. Specializzato nel lavoro con i ragazzi sordi, è da molti considerato il padre-fondatore della pedagogia speciale.
Nasce il 24 aprile 1774 ad Oraison in Francia. Proveniente da una famiglia borghese, inizialmente intraprende con scarso successo studi in ambito finanziario per poi dedicarsi alla chirurgia.
Medico chirurgo, daI 31 dicembre del 1800 Itard collabora con l'abate Sicard, erede dell'abate de l'Epée e direttore dell'Istituto nazionale per sordomuti di Parigi, luogo a partire dal quale potrà dedicare la propria cura educativa a Victor, il "ragazzo selvaggio dell'Aveyron", reso celebre anche da una famosa pellicola cinematografica del 1970 diretta da François Truffaut (Il ragazzo selvaggio). Questa esperienza segnerà la vita di Itard che scriverà due memorie riguardanti gli anni passati con il ragazzo; la pubblicazione della seconda memoria in particolare, nel 1807, lo consacrerà come uno dei medici più ricercati di Parigi. 
Esperto dei problemi dell'udito e della parola, nel 1821 pubblica il Traité des maladies de l'oreille et de l'audition, seguito nel 1831 dal "Mémoire sur le mutisme produit par la lésion des fonctions intellectuelles", confermando la sua sensibilità per l'interazione tra i fenomeni fisico-organici e quelli psicointellettuali.
Nel 1837 Itard incontra quello che diverrà il suo migliore allievo: Édouard Séguin, chiamato per sostituirlo come medico in un caso di idiozia. Itard, infatti, già molto malato morirà l'anno seguente, il 5 luglio a 64 anni lasciando gran parte dei suoi beni all'Istituto per sordomuti.
La figura di Itard è sicuramente legata a Victor e al lavoro svolto con lui. Il loro primo incontro avviene nel 1799, quando il ragazzo viene catturato nelle campagne francesi per la seconda volta. Itard è giovane e senza famiglia e si dedica totalmente all'educazione del "selvaggio" al quale dà anche il nome (cosa che nessuno aveva mai pensato di fare fino ad allora), con l'intento di attribuirgli un'identità. Il medico francese si pone degli obiettivi da far raggiungere a Victor: 1) inserirlo nella vita sociale, 2) risvegliarne la sensibilità nervosa, 3) aumentare i suoi rapporti con gli esseri circostanti, 4) farlo parlare. Questo obiettivo purtroppo non verrà mai raggiunto ma Itard nelle sue memorie pone molto l'attenzione sui miglioramenti di Victor conseguiti sul piano sociale e affettivo.
Nonostante il grande lavoro svolto, Itard venne anche molto criticato per alcuni metodi da lui utilizzati. I più noti sono quelli di aver punito ingiustamente Victor per instillargli il senso della giustizia e dell'ingiustizia, di costringerlo in lavori ripetitivi contro la sua volontà e di averlo isolato durante le "lezioni" dagli altri bambini.
Tuttavia ha avuto il grande merito di prendersi carico di un individuo giudicato dai medici dell'epoca "ineducabile", di avergli dato dignità e in un qualche modo anche una famiglia. Figura, infatti, altrettanto importante nell'educazione di Victor, fu Madame Guerin, governante di Itard. Questa si configura come una sorta di madre per lui, colei che gli dà affetto, amore e lo sostiene e lo aiuta nelle attività didattiche. Victor si legherà moltissimo a lei e questo lo testimonia lo stesso Itard con un passaggio nella Seconda Memoria: Victor dopo un tentativo di fuga viene ricondotto a Parigi e quando vede Madame Guerin emette grida acute di gioia, le rivolge radiosi sorrisi, le stringe convulsamente le mani e infine, come un figlio affettuoso, abbraccia colei che gli ha dato la vita.
Si può infatti, affermare che Victor ha avuto una seconda nascita grazie a questa donna e ad Itard che hanno costituito una sorta di nucleo familiare che il ragazzo non aveva mai conosciuto fino ad ora.
L'opera educativa di Itard si ispira chiaramente al sensismo di Condillac, in quanto riterrà fondamentale l'educazione dei sensi. L'opera di Itard è ripresa e rivista nelle sue parti più radicali da Édouard Séguin (1812-1880).
Itard è anche conosciuto per aver scritto e pubblicato, nel 1825, un articolo sugli Archives générales de médicine, descrivendo il caso della marchesa di Dampierre, il più emblematico allora conosciuto di quella che successivamente è stata indicata come sindrome di Gilles de la Tourette, assieme ad altri nove piuttosto simili.

## Opere
- Jean Marc Gaspard Itard, An Historical Account of the Discovery and Education of a Savage Man: Or, the First Developments, Physical and Moral, of the Young Savage Caught in the Woods Near Aveyron in the Year 1798, 1802. (tradotto in lingua inglese)
- Traité des maladies d'oreille et de l'audition, Parigi, Méquignon Marvis, 1821.
- Mémoire sur quelques functions involontaires des appareils de la locomotion, de la préhension et de la voix, in Archives générales de médecine, n. 8, Parigi, 1825,  pp. 385-407.